# Rolf Böttcher (Synodalpräsident)
Rolf Böttcher (* 19. April 1935; † 11. November 2019) war von 1984 bis 1996 Präsident der Landessynode der Evangelisch-Lutherischen Landeskirche Sachsens. Daneben betätigte er sich in verschiedenen anderen kirchlichen Gremien und befasste sich mit der Kirchen- und Klostergeschichte seiner Heimatstadt Grünhain im Erzgebirge.

## Ausbildung und Beruf
Nach Besuch der Volksschule in seiner Heimatstadt Grünhain absolvierte Böttcher eine Lehre als Elektroinstallateur. Anschließend nahm er eine Tätigkeit als Prüffeldmonteur im VEB Elektromotorenwerk  Grünhain auf. An der Ingenieurschule Mittweida schloss er 1957 ein  Fachhochschulstudium als Ingenieur für elektrische Geräte und Anlagen ab. Nach einer Weiterqualifizierung an der TU Dresden zum Diplomingenieur war er im VEB Elektromotorenwerk ab 1969 als Leiter für Prüf-, Produktions- und Entwicklungsaufgaben eingesetzt.

## Kirchenämter
Kirchlich von der Gemeinschaftsbewegung geprägt, gehörte Böttcher von 1959 bis 1978 dem Kirchenvorstand der St.-Nicolai-Kirchgemeinde in Grünhain an. Daneben betätigte er sich für die Evangelischen Kirchentage in der DDR, so ab 1975 als Mitglied im Landesausschuss von Kongress und Kirchentag. 1978 wurde er als Mitglied in die 21. Landessynode berufen, 1984, 1990 und 1996 im Wahlkreis Aue in die 22., 23. respektive 24. Landessynode gewählt. Von 1984 bis 1996 amtierte er als Präsident der Landessynode. In seine Amtszeit fallen unter anderem die Wende und die damit verbundene Einbindung der Landeskirche in die Evangelische Kirche Deutschlands, Veränderungen im Verhältnis von Staat und Kirche sowie die Einführung veränderter Kirchengesetze. 1991 wurde von der Landessynode der Wiederaufbau der Dresdner Frauenkirche beschlossen, 1994 Volker Kreß zum Landesbischof gewählt. 2001 schied Böttcher aus dem Gremium aus.
Ab 1982 gehörte er zusätzlich der Bundessynode des Bundes der Evangelischen Kirchen in der DDR an und war von dieser wiederum in die Konferenz der Evangelischen Kirchenleitungen delegiert.

## Wirken als Heimatforscher
In seiner Heimatstadt Grünhain war Böttcher Vorsitzender des Kirchenhistorischen Fördervereins. Er forschte und publizierte zur Geschichte der örtlichen Kirche und Kirchgemeinde wie auch zum ehemaligen Zisterzienserkloster Grünhain. Neben verschiedener monographischer Broschüren verfasste er auch kleinere Beiträge für Periodika wie die Erzgebirgischen Heimatblätter. Im Januar 2012 würdigte die Stadt Grünhain-Beierfeld Böttchers ehrenamtliches Engagement mit der Verleihung der Bürgermedaille.

## Schriften (Auswahl)
- Der Neubau der St.-Nicolai-Kirche zu Grünhain nach dem Stadtbrand von 1807. Die Baugeschichte. Grünhain 2003. DNB 1033571091
- Karl Josef Friedrich und Grünhain sowie das Schaffen von Ernst Müller-Gräfe. (mit Günter Hummel) Altenburg / Langenweißbach 2008. ISBN 978-3-937517-89-6
- 425 Jahre Kantorei Grünhain, 1585–2010. Grünhain 2010. DNB 1007715510
- Die Ev.-Luth. Kirchgemeinde St. Nicolai zu Grünhain: die Pfarrer seit 1530; ein Beitrag zur Kirchengeschichte der Stadt Grünhain. Grünhain 2010. DNB 1033571563
- 800 Jahre St. Nicolai-Kirche zu Grünhain. Grünhain 2012. DNB 1023141140